# Флуорантен
Флуорантен — полициклический ароматический углеводород.

## Свойства
Флуорантен представляет собой бесцветные кристаллы, легко растворимые в диэтиловом эфире и горячем этаноле и нерастворимые в воде.
Флуорантен способен гидрироваться: действием натрия в этаноле образуется 1,2,3,10b-тетрагидрофлуорантен, а при гидрировании на никелевом катализаторе — пергидрофлуорантен.
Окисление флуорантена сильными окислителями (например, хромовой кислоты) ведёт сначала к флуорантен-2,3-хинону, а при дальнейшем окислении — к разрыву C-C связи и образованию 9-флуоренон-1-карбоновой кислоты.
Флуорантен способен также вступать в реакции электрофильного замещения, при этом замещение идёт в положения 3 и 8, затем — в положение 9.

## Получение и применение
Флуорантен в количествах 2,0—3,5 % обнаруживается во фракции «антраценового масла» в каменноугольной смоле, откуда его выделяют и очищают перекристаллизацией. Его также получают синтезируют из 1-иоднафталина и 2-бромнитрофенола.
Флуорантен используется в синтезе флуоресцентных красителей. Для синтеза некоторых лекарственных средств используются тетрагидропроизводные флуорантена.